# 2311 El Leoncito
2311 El Leoncito (tên chỉ định: 1974 TA1) là tiểu hành tinh vành đai chính bên ngoài được phát hiện ngày 10 tháng 10 năm 1974 bởi nhà thiên văn họcs ở Felix Aguilar Observatory ở Leoncito Astronomical Complex, Argentina.